# إطار القراءة (أدب)
إطار القراءة في الأدب مصطلح يشير إلى البنى الذهنية المكونة عند القارئ، تجاه عمل أدبي معين. وذلك من خلال قراءاته السابقة في ذات الموضوع. ووفقًا لإطار القراءة؛ يجد القارئ نفسه منقادا نحو إعادة تكوين العمل الذي يقرأه، بحكم رصيده السابق الذي يمتلكه. تتم إحالة إطار القراءة على الفهم السابق، أوالفهم المقارن. ويعود الفضل لإطار القراءة في المساعدة على عملية القراءة بشكل عام.

## وصلات خارجية
- نظرية القراءة.
- القراءة ونظرية التلقي.